# Clusiodes microcerca
Clusiodes microcerca is een vliegensoort uit de familie van de Clusiidae. De wetenschappelijke naam van de soort is voor het eerst geldig gepubliceerd in 1955 door Stackelberg.